# Romanivka, Ivanîci
Romanivka (în ucraineană Романівка) este un sat în așezarea urbană Ivanîci din raionul Ivanîci, regiunea Volînia, Ucraina.

## Demografie
Componența lingvistică a localității Romanivka
     Ucraineană (97,37%)
     Rusă (2,63%)
Conform recensământului din 2001, majoritatea populației localității Romanivka era vorbitoare de ucraineană (97,37%), existând în minoritate și vorbitori de rusă (2,63%).